# Revenge (televisieserie)
Revenge is een Amerikaanse televisieserie, die wordt uitgezonden door ABC. De serie begon op 21 september 2011 en op 10 mei 2015 werd zijn laatste aflevering uitgezonden. De hoofdrollen zijn weggelegd voor Emily VanCamp en Madeleine Stowe. Het eerste seizoen werd elke woensdagavond tussen 21.00 en 22.00 uur uitgezonden. Met ingang van het tweede seizoen wordt de serie elke zondagavond tussen 21.00 en 22.00 uur uitgezonden.
De serie is gebaseerd op De graaf van Monte-Cristo van Alexandre Dumas en vertelt het verhaal van Emily Thorne, een vrouw die terugkeert naar The Hamptons, een plek waar ze de zomer vaak doorbracht met haar inmiddels overleden vader, om wraak te kunnen nemen op iedereen die haar en haar familie in het verleden kwaad heeft gedaan. Centraal in haar plan staat de wraak op Victoria Grayson, een vrouw op wie haar vader verliefd was en die hem heeft bedrogen en bestolen.
De serie werd bedacht en geschreven door Mike Kelley. De eerste aflevering werd uitgezonden op 21 september 2011. De kijkcijfers waren zo goed dat ABC besloot om al na enkele afleveringen een volledig seizoen van de reeks te bestellen. Op 10 mei 2012 besloot de zender dan om ook een tweede seizoen van de serie te bestellen. Deze loopt sinds 30 september 2012 in de Verenigde Staten. Op 10 mei 2013 werd bekendgemaakt dat de serie een derde seizoen zou krijgen. Dit loopt vanaf 29 september in de VS.
In Nederland is de reeks te bekijken op zowel betaalzender Film1 als Net5 (sinds oktober 2012). In België was de reeks eerst op betaalzender Prime te zien en sinds november 2012 ook op VIJF.

## Het verhaal
Emily Thorne (Emily VanCamp) keert terug naar The Hamptons om er zogezegd de zomer door te brengen. Ze huurt een huisje naast de villa van de familie Grayson. Maar dat doet ze niet zomaar: als kind kwam ze vaak naar 'The Hamptons'. In werkelijkheid heet Emily eigenlijk 'Amanda Clarke'. Haar vader is lang geleden bedrogen en bestolen geweest door de familie Grayson en nadat haar vader in de gevangenis overleden is, keert ze terug om wraak te nemen op iedereen die hieraan heeft meegewerkt. Bovenaan haar lijstje staat 'Victoria Grayson' (Madeleine Stowe), de moeder van de familie Grayson, die ook met Emily's vader een affaire heeft gehad maar hem, toen het te heet onder haar voeten werd, heeft laten vallen ten voordele van haar echtgenoot.
Emily moet proberen om, zonder al te veel op te vallen, haar plan uit te voeren. Maar dat blijkt makkelijker gezegd dan gedaan, want een heleboel onverwachte ontwikkelingen bemoeilijken dit.

## Rolverdeling

### Hoofdrollen
| Acteur           | Rol                        | Beschrijving personage |
| ---------------- | -------------------------- | --- |
| Emily VanCamp    | Emily Thorne/Amanda Clarke | Emily is de protagoniste van de serie. Geboren als Amanda Clarke, keert ze nu terug naar The Hamptons om wraak te nemen op al diegenen die haar en haar familie onrecht hebben aangedaan. Nadat haar vader (onterecht) in de gevangenis belandde, kwam zij terecht in een jeugdinstelling. Daar leerde ze Emily Thorne kennen, en met haar wisselde ze van identiteit. Haar vader was ook zo slim om te investeren in de zaak van Nolan Ross, waardoor ze ook ontzettend rijk is geworden. Om dichter bij de familie Grayson te komen, begint ze een relatie met de zoon van Victoria: Daniel Grayson. Ze ontdekt later dat Charlotte Grayson haar halfzus is en probeert haar buiten haar wraakpogingen te houden. Zij en Daniel trouwen in seizoen 3 maar dan ontdekt Daniel dat zij hem al de hele tijd heeft gebruikt waarna hij haar neerschiet. Emily overleeft maar kan niet langer kinderen krijgen. Op het einde van seizoen 3 kan ze eindelijk haar vader's naam zuiveren. In seizoen 4 ontdekt Emily dat haar vader nog leeft en onthult ze later aan heel de wereld haar echte identiteit. Ze ontdekt ook dat haar vader nog meer vijanden heeft buiten de Grayson's. Op het einde van de serie trouwt Emily met Jack en lijkt ze het verleden voorgoed achter haar te laten. |
| Madeleine Stowe  | Victoria Grayson (Harper)  | Victoria is de moeder van de familie Grayson. Zij is getrouwd met Conrad Grayson en moeder van Charlotte en Daniel. Ze is een koele, afstandelijke vrouw die graag mensen manipuleert en laat zelden haar eigen emoties zien. Ze had ooit een affaire met Emilys vader David, maar spant uiteindelijk toch samen met Conrad en Frank om David te laten opdraaien voor iets wat Conrad heeft mispeuterd. Ze kent Emilys ware identiteit niet, maar ze vertrouwt haar voor geen cent. Als de relatie van Daniel en Emily evolueert en ze zelfs willen trouwen (en zij dus haar zoon zou verliezen), probeert ze Daniel tegen Emily te keren. Op het einde van seizoen 3 ontdekt ze dat Emily eigenlijk Amanda Clarke is maar voor ze het iemand kan vertellen, laat Emily Victoria opsluiten in een instelling. Ze ontsnapt in seizoen 4 en zint op wraak. In een laatste confrontatie met Emily wordt Victoria doodgeschoten door haar ex-minnaar David. |
| Gabriel Mann     | Nolan Ross                 | Nolan is een van de weinige vertrouwelingen die Emily heeft in haar strijd tegen de Graysons. Hij is een softwareontwikkelaar en hacker, en was een goede vriend van Emilys vader David. David was een van de weinige mensen die geloofde in Nolan, en met zijn geld heeft Nolan van zijn bedrijf 'NolCorp' een gigantische onderneming kunnen maken. Dat geld gebruikt Emily nu om al haar plannen te kunnen realiseren. Hij probeert Emily ook vaak te helpen, maar Emily vertrouwt hem niet goed in het begin (omgekeerd vindt Nolan dan weer dat Emily te grote risico's neemt). Gaandeweg evolueert hun relatie en is Nolan de enige die Emily kan helpen en vertrouwen. |
| Josh Bowman      | Daniel Grayson             | Daniel is de zoon van Victoria en Conrad Grayson, en moet zijn vader opvolgen in het familiebedrijf. Hij studeert hiervoor aan de Harvard-universiteit en valt ook al snel voor de charmes van Emily, waar hij zich dan ook al snel mee verloofd. Daniel is duidelijk het lievelingetje van zijn moeder. Hij en Emily trouwen in seizoen 3 maar dan ontdekt hij dat Emily al heel de tijd tegen hem heeft gelogen waarna hij haar neerschiet. Emily overleeft echter en begint een vechtscheiding met Daniel. In seizoen 4 is Daniel al zijn fortuin kwijt en heeft hij een relatie met Margaux. Daniel sluit uiteindelijk vrede met Emily. Wanneer een van Davids vijanden Emily probeert te vermoorden, offert Daniel zijn eigen leven op om dat van haar te redden. |
| Christa B. Allen | Charlotte Clarke           | Charlotte is de enige dochter in de familie Grayson. Ze werd vernoemd naar een tante van David Clarke. Ze is Emilys halfzus, nadat blijkt dat niet Conrad maar David haar vader is. Ze moet niets weten van de spelletjes die haar vader en moeder allemaal spelen. In seizoen 2 begint Charlotte te accepteren dat David Clarke haar echte vader is en probeert ze een band op te bouwen met haar halfzus, Amanda. Ze verandert ook haar achternaam. Op het einde van seizoen 2 ontdekt Charlotte dat ze zwanger is van Declan. In seizoen 3 krijgt ze een miskraam. Charlotte geraakt ook verslaafd aan drugs. In seizoen 4 gaat ze naar een ontwenningskliniek. |
| Henry Czerny     | Conrad Grayson             | Conrad is de man van Victoria en vader van Daniel en Charlotte. Hij is de bestuurder van Grayson Global en de voormalige baas van David Clarke. Hij heeft een groep terroristen gesteund en de schuld hiervoor in de schoenen van David geschoven (met de hulp van zijn vrouw Victoria en werknemer Frank). Hij heeft een affaire met Lydia Davis, waardoor zijn relatie met Victoria op springen staat. Hij en Victoria hertrouwen in seizoen 2. Op het einde van seizoen 3 komen Conrad's leugens uit waarna hij in de gevangenis belandt. Hij kan echter ontsnappen maar dan wordt hij vermoord door David Clarke. |
| Ashley Madekwe   | Ashley Davenport           | Ashley is een vriendin van Emily en een van de werknemers van Victoria. Zij regelt al haar persoonlijk zaakjes. Ashley doet er alles aan snel rijk te worden maar haar plannen mislukken echter waarna Emily en Victoria haar voorgoed verbannen uit hun levens. |
| Nick Wechsler    | Jack Porter                | Jack is een jeugdvriend van Emily/Amanda, en herkent haar niet als ze terugkeert naar The Hamptons. Hij is de eigenaar van de lokale pub (sinds zijn vader is overleden) en is ook de broer van Declan. Emily heeft nog altijd gevoelens voor hem, maar hij begint een relatie met Amanda Clarke (die eigenlijk Emily Thorne heet). In seizoen 2 krijgen hij en Amanda een kind: Carl. Amanda sterft later en even later verliest Jack ook zijn broer Declan. Hij ontdekt dat de familie Grayson verantwoordelijk is voor hun dood en hij wil wraak nemen. Emily onthult vervolgens haar ware identiteit aan hem. Hij heeft een relatie met Margaux in seizoen 3 maar hij breekt met haar nadat hij ontdekt dat ze te hard verschillen van elkaar. In seizoen 4 is Jack een politieagent geworden. Op het einde van de serie trouwt Jack met Emily. |
| Connor Paolo     | Declan Porter              | Declan is de jongere broer van Jack en is verliefd op Charlotte, met wie hij na enige tijd ook een relatie begint. Op het einde van seizoen 2 sterft hij aan de gevolgen van een explosie veroorzaakt door een bom. |
| Barry Sloane     | Aiden Mathis               | Aiden werd samen met Emily getraind door Takeda. Hij wordt in seizoen 2 door Takeda gestuurd om Emily te helpen in haar plannen. Hij en Emily hebben een romantisch verleden met elkaar en ze vormen later een koppel. Aiden's vader werd net als David Clarke valselijk beschuldigd dat hij deel uitmaakte van de terroristische daad die vlucht 197 neerhaalde. Hij wordt vermoord door Victoria op het einde van seizoen 3. |
| James Tupper     | David H. Clarke            | David is de vader van Amanda. Hij werd door Conrad Grayson valselijk de verantwoordelijkheid toegeschoven voor een terroristische daad en moest daarvoor de gevangenis in. Daar werd hij vermoord door een bewaker (die dit als opdracht had gekregen van Conrad). Ooit had hij ook een relatie met Victoria. Hij is ook de biologische vader van Charlotte. Hij wordt nu aanschouwd als de meest gehate man in de Verenigde Staten en Emily wil koste wat kost de naam van haar vader zuiveren. Het blijkt later dat hij nog steeds leeft. In seizoen 4 wordt David herenigt met Amanda maar hij blijkt nog andere vijanden te hebben buiten de Grayson's. Hij krijgt later te horen dat hij niet lang meer te leven heeft. Om zijn dochter te beschermen, schiet David Victoria neer. Hij sterft enkele maanden later. |

### Bijrollen
| Acteur            | Rol                        | Beschrijving personage |
| ----------------- | -------------------------- | --- |
| Margarita Levieva | Amanda Clarke/Emily Thorne | Amanda heet eigenlijk Emily Thorne, maar is met Amanda van identiteit gewisseld. Ze leerden elkaar kennen in een jeugdgevangenis en wisselden daar van identiteit. Ze krijgt al snel een relatie met Jack Porter met wie ze later een zoon, Carl, krijgt. Ze sterft in seizoen 2.                                                                         |
| Justin Hartley    | Patrick Osbourne           | Patrick is de oudste zoon van Victoria. Ze kreeg hem toen ze nog zeer jong was en staat hem later af voor adoptie. Ze heeft zijn bestaan voor heel lange tijd geheim gehouden maar in seizoen 2 komt haar geheim uiteindelijk uit. Patrick keert terug in het leven van Victoria op het einde van seizoen 2. Hij en Nolan vormen een koppel in seizoen 3. |

## Samenzwering David Clarke
- Victoria Grayson (Vicky Harper) (Madeleine stowe)

Echtgenote van Conrad Grayson
En maîtresse van David Clarke 
Victoria is de reden dat Conrad David er in luisde. Omdat David en Victoria een stiekeme relatie hadden.
- Conrad Grayson (Henry Czerny)

Het brein achter het complot tegen David Clarke. Conrad had een vendetta tegen David Clarke zijn voormalige werknemer. Bij Grayson Global
Ook was Conrad de gene die achter de terroristische aanslag waar David voor 
veroordeeld werd zat.
- Lydia Davis (Amber Valletta), voormalig secretaresse van David Clarke. In ruil voor een onbezorgd leven in The Hamptons besloot Lydia zich tegen haar voormalige werkgever te keren en te liegen tegenover de rechtbank.
- Bill Harmon (Matthew Glave), beste vriend van David en werd door Amanda gezien als haar oom. Bill had enorme schulden en een aantal illegale transacties binnen het bedrijf uitgevoerd. In ruil voor schuldenaflossing en geheimhouding besloot Bill te getuigen tegen zijn oude vriend.
- Tom Kingsly (Yancey Arias). Tom was de officier van justitie van de zaak tegenover David Clarke. Victoria probeerde David via hem vrij te krijgen, maar Conrad legde hem het zwijgen op. In ruil daarvoor kreeg Tom alle financiële middelen om een grote politieke carrière te beginnen.
- Michelle Banks (Amy Landecker). Na de arrestatie van David werd Emily tijdelijk in een kindertehuis gestopt. In ruil voor een eigen praktijk besloot Michelle ervoor te zorgen dat Emily hier nooit meer vandaan zou komen. Door deze gebeurtenis zou Emily haar vader nooit meer zien.
- Mason Treadwell (Roger Bart). Mason was een journalist die David in de gevangenis opzocht en goede bewijzen onder ogen kreeg dat David erin was geluisd. Onder druk van Conrad zwikte Mason en besloot zijn aantekeningen nooit tot een artikel uit te werken.
- Paul Whitley (James LeGros). Paul was verantwoordelijk voor de investeringen van Grayson Global. Hij werd door Conrad aangesteld om ervoor te zorgen dat iedereen zich tegen David bleef keren. Paul was het brein achter de veroordeling van Clarke.

## Dvd
| Dvd                     | Reg. 1           | Reg. 2 (België)  | Aantal afleveringen |
| ----------------------- | ---------------- | ---------------- | ------------------- |
| Volledig eerste seizoen | 21 augustus 2012 | 27 november 2013 | 22                  |
| Volledig tweede seizoen | 20 augustus 2013 | 21 april 2014    | 22                  |
| Volledig derde seizoen  | 26 augustus 2014 | 26 november 2014 | 22                  |
| Volledig vierde seizoen | 25 augustus 2015 | Onbekend         | 23                  |